# Bibliotheca Corviniana
Die Bibliotheca Corviniana (kurz Corvina) ist die weltberühmte Büchersammlung des ungarischen Königs Matthias Corvinus (1443–1490). Sie bildete eine der größten und wertvollsten Bibliotheken im Zeitalter der Renaissance und wurde 2005 in das Weltdokumentenerbe aufgenommen. Sie ist großteils verloren oder verstreut, die nachgewiesenen Exemplare werden Corvinen genannt.

## Bibliothek
Die Blüte der Bibliothek begann mit der Vermählung des Königs Matthias mit der kunstsinnigen Beatrix von Aragón (1476). Matthias Corvinus trug mit großem Aufwand eine Bibliothek zusammen, wofür er in Italien prächtig verzierte Handschriften herstellen ließ. Boten wurden durch Italien, Griechenland und Kleinasien gesandt, die Handschriften klassischer Autoren sowie syrischer und hebräischer Schriftsteller aufkaufen sollten. 33.000 Dukaten standen zur Verfügung. Man schätzt den seinerzeitigen Umfang auf 2.000 Bände, womit die Bibliotheca Corviniana nach der Vatikanbibliothek die zweitgrößte ihrer Zeit war.
Charakteristisch für die Bibliotheca Corviniana sind die meist prachtvollen Illuminierungen der Handschriften mit eingezeichnetem Wappen des Königs, die mit Gold gezierten Ledereinbände und die Samt- und Seideneinbände.

## Nachgeschichte
Untergebracht im Palast von Buda, wurde die Bibliothek nach dem Tod des Königs im Jahr 1490 und der türkischen Eroberung Budas 1526 bzw. 1541 in alle Welt zerstreut. Einerseits waren die Nachfolger des Königs Matthias nicht mehr so bibliophil wie er, andererseits erfolgte durch den türkischen Sultan Süleyman I. ein drastischer Abbau der Bibliothek. Teile wurden im Serail von Konstantinopel aufbewahrt und 1869 und 1877 als Geschenke des Sultans nach Budapest zurückgebracht. Einzelne Bände kamen 1666 und nach der Eroberung Budas durch habsburgische Truppen 1686 nach Wien.

## Heutige Corvinen
Es sind bisher 216 Corvinen bekannt.
 
Die bedeutendste Sammlung hat
Ungarn in der Széchényi-Nationalbibliothek Budapest mit 53 Exemplaren,
und die Österreichische Nationalbibliothek mit 39 Bänden.
Diverse Museen in Italien halten 49 Exemplare, einen Gutteil davon die Biblioteca Estense in Modena.
Der Rest des bekannten Bestands ist über Deutschland
(8 Stücke Bayerische Staatsbibliothek in München,
9 Stücke Herzog August Bibliothek in Wolfenbüttel,
2 Stücke Sächsische Landesbibliothek – Staats- und Universitätsbibliothek Dresden,
ThULB Jena),
Frankreich (7 Stücke),
Belgien, England, die Türkei und die USA verstreut.
Ein ungarisches Projekt bemüht sich, entsprechend der Charta zum Erhalt des Digitalen Kulturerbes (2003), der Fortsetzung des Memory of the World-Programms der UNESCO, um die Retrodigitalisierung von Handschriften und Frühdrucken. Die Wiedervereinigung der Bibliothek als digitale Sammlung würde dieses gesamteuropäische Erbe angemessen dokumentieren.